# Atiba Harris
Atiba Harris, né le 9 janvier 1985 à Saint-Peter (Saint-Christophe-et-Niévès), est un footballeur international christophien. Il joue aux postes d'arrière droit et de milieu de terrain. Il est actuellement le président de la Fédération de Saint-Christophe-et-Niévès de football.

## Biographie

### En club

#### Des débuts difficiles
Il débuta en senior dès 1999 pour le club de son enfance, le St. Peters FC en SKNFA Premier League Finals qu'il mena en tant que capitaine, jusqu'à la finale contre le Village Superstars FC en 2001, devenant le plus jeune capitaine à participer à la finale du championnat de Saint-Kitts à seize ans.
À dix-sept ans, il est invité avec son compatriote Jevon Francis à s'entraîner avec Newcastle United, où il fait forte impression. Newcastle renonce à le recruter lorsqu'on lui refuse la nationalité anglaise. Il s'entraîne ensuite avec le club français de l'OGC Nice qui n'a pu le faire signer faute d'argent. Plusieurs clubs anglais s'intéressent alors à lui : Portsmouth, Leeds United, Nottingham Forest, Cardiff City, Oldham Athletic et Huddersfield Town, mais c'est finalement vers l'Espagne qu'Harris va se tourner.
Il signe un contrat avec le Cadix CF en juillet 2003, à l'âge de 18 ans, mais cette expérience s'avère un échec retentissant. Il dispute seulement un match de coupe avec la formation espagnole. Lors du marché hivernal, il est envoyé au CD Linares en Segunda B.

#### Établissement en Major League Soccer
Après la saison 2004-2005, Harris est invité par le Real Salt Lake, où il fait bonne impression. Il est ainsi invité à participer aux entraînements de la pré-saison 2006, où il se fait sa place. Pendant cette pré-saison, Harris a été victime de « remarques inappropriées » de la part de Piotr Nowak, l'entraîneur du club DC United.
En 2006, il devient le premier joueur de Saint-Christophe-et-Niévès à signer un contrat avec un club de Major League Soccer, le Real Salt Lake. En décembre 2007, il a rejoint le Chivas USA en échange d'un troisième tour de draft lors du futur MLS SuperDraft 2008.
Le 18 décembre 2014, Harris est recruté par le FC Dallas dans le cadre des repêchages intra-ligue.

### En équipe nationale
Harris a joué en sélection nationale avec les U-15, U-17, U-20 et U-23 avant de débuter en équipe senior en 2003. Il participe aux campagnes de qualification pour les Coupes du monde de 2006 (cinq matches joués), 2010 (une rencontres) et 2018 (trois matchs et deux buts).
Il prend sa retraite internationale en novembre 2016, après une défaite face à Haïti qui prive les Sugar Boyz d'accéder à la phase finale de la Coupe caribéenne des nations 2017.

### Hors des terrains
Après son retrait du football professionnel en 2021, Atiba Harris est élu président de la Fédération de Saint-Christophe-et-Niévès de football le 29 août 2021.

#### Buts en sélection
| Buts en sélection d'Atiba Harris | Buts en sélection d'Atiba Harris | Buts en sélection d'Atiba Harris                            | Buts en sélection d'Atiba Harris | Buts en sélection d'Atiba Harris | Buts en sélection d'Atiba Harris | Buts en sélection d'Atiba Harris |
|                                  | Date                             | Lieu                                                        | Adversaire                       | Score                            | Résultat                         | Compétition                      |
| -------------------------------- | -------------------------------- | ----------------------------------------------------------- | -------------------------------- | -------------------------------- | -------------------------------- | -------------------------------- |
| 1.                               | 20 septembre 2006                | Antigua Recreation Ground, St. John's (Antigua-et-Barbuda)  | Barbade                          | 1-1                              | 1-1                              | CAR 2007                         |
| 2.                               | 3 avril 2010                     | Warner Park, Basseterre (Saint-Christophe-et-Niévès)        | Guadeloupe                       | 1-0                              | 3-0                              | Amical                           |
| 3.                               | 10 octobre 2012                  | Warner Park, Basseterre (Saint-Christophe-et-Niévès)        | Anguilla                         | 2-0                              | 2-0                              | CAR 2012                         |
| 4.                               | 5 septembre 2014                 | Warner Park, Basseterre (Saint-Christophe-et-Niévès)        | Dominique                        | 3-0                              | 5-0                              | QCAR 2014                        |
| 5.                               | 7 septembre 2014                 | Warner Park, Basseterre (Saint-Christophe-et-Niévès)        | Guyana                           | 2-0                              | 2-0                              | QCAR 2014                        |
| 6.                               | 23 mars 2015                     | Warner Park, Basseterre (Saint-Christophe-et-Niévès)        | Îles Turques-et-Caïques          | 1-0                              | 6-2                              | QCM 2018                         |
| 7.                               | 16 juin 2015                     | Estadio Cuscatlán, San Salvador (Salvador)                  | Salvador                         | 3-1                              | 4-1                              | QCM 2018                         |
| 8.                               | 14 octobre 2018                  | Raymond E. Guishard Technical Centre, The Valley (Anguilla) | Saint-Martin                     | 0-1                              | 0-10                             | QGC 2019                         |
| 9.                               | 14 octobre 2018                  | Raymond E. Guishard Technical Centre, The Valley (Anguilla) | Saint-Martin                     | 0-2                              | 0-10                             | QGC 2019                         |
| 10.                              | 14 octobre 2018                  | Raymond E. Guishard Technical Centre, The Valley (Anguilla) | Saint-Martin                     | 0-7                              | 0-10                             | QGC 2019                         |

## Palmarès

### En club
FC Dallas
- Champion de la Conférence Ouest de la MLS en 2015 et 2016.
- Vainqueur du MLS Supporters' Shield en 2016.
- Vainqueur du Lamar Hunt US Open Cup en 2016.